# 셀포스 (폭포)

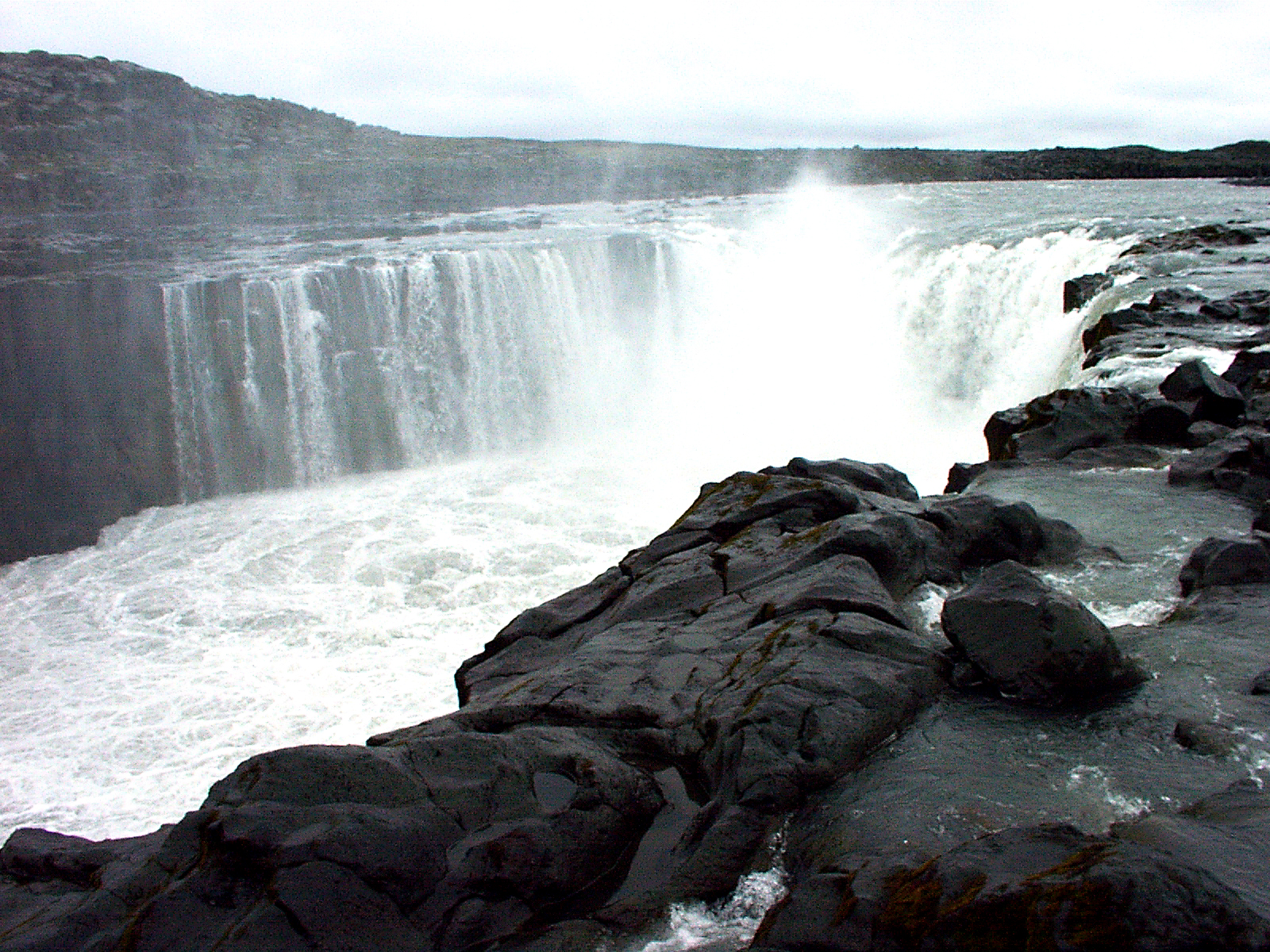
셀포스

셀포스(아이슬란드어: Selfoss)는 아이슬란드 북부에 위치한 폭포이다. 요쿨사아푤룸강의 일부이다. 북극해 지역의 만 Öxarfjörður로 흘러드는 이 폭포는 약 30km 정도 낙하한다.